# Ctenostreon
Genre
Ctenostreon est un genre éteint de mollusques ayant vécu durant le Jurassique moyen, à l'Aalénien et au Bajocien, soit il y a environ entre 174,7 à 168,2 millions d'années. 

## Liste d'espèces
Selon Paleobiology Database (9 février 2021) :
- † Ctenostreon newelli Yin & McRoberts, 2006
- † Ctenostreon proboscideum Sowerby, 1820
- † Ctenostreon rugosum[3] Smith, 1817